# Tote Seelen (Oper)
Tote Seelen (russisch: Мёртвые души, Mjortwyje duschi) ist eine Oper (Originalbezeichnung: „Opernszenen“) in drei Akten von Rodion Schtschedrin (Musik) mit einem eigenen Libretto nach Nikolai Gogols Roman Die toten Seelen. Die Uraufführung fand am 7. Juni 1977 im Moskauer Bolschoi-Theater statt.

## Handlung
Die Oper handelt von der Geschäftsreise des ehemaligen Kollegienrats Tschitschikows durch die russische Landschaft. Seine Idee besteht in der Ausnutzung einer Besonderheit des russischen Leibeigenensystem. Die Bauern waren damals praktisch Eigentum ihrer jeweiligen Gutsherren und wurden in entsprechenden Listen geführt. Nach ihrem Tod wurden sie jedoch nur mit größerer Verzögerung aus den Listen ausgetragen. Tschitschikows Plan besteht darin, diese noch nicht ausgetragenen Verstorbenen, die „toten Seelen“, ihren Besitzern abzukaufen und durch einen Steuertrick finanzielle Gewinne zu machen. Die Oper beginnt mit einem Bankett im Hause des Prokurators. Auf seiner Fahrt lernt er nacheinander die charakterlich unterschiedlichsten Landbesitzer kennen, den optimistischen Manilow, die jammernde Korobotschka, den prahlerischen und betrügerischen Nosdrjow, den pessimistischen Sobakewitsch und den raffgierigen Pljuschkin. Seine Geschäfte fallen auf. Zunächst hält man ihn noch für einen geschäftstüchtigen Millionär, doch dann entstehen wilde Gerüchte, die sich schnell verselbstständigen. Tschitschikow wird geschnitten. Ihm bleibt letztlich nur die Flucht in einen anderen Landesteil.

### Erster Akt
Szene 1: „Einleitung“. Zwei Frauenstimmen und der Chor besingen im Stil russischer Volksmusik den dahinschmelzenden weißen Schnee auf dem Feld („Nicht weiß ist der Schnee im reinen Feld“).
Szene 2: „Mittagessen beim Staatsanwalt“. In der Provinz wird der großstädtische Besucher Tschitschikow bei einem Gastmahl von Gutsbesitzern und Regierungsbeamten geehrt („Vivat! Pawel Iwanowitsch“) und regelrecht gemästet.
Szene 3: „Weg“ (Quintett). Tschitschikow fährt mit seinem Kutscher Selifan durch die ländlichen Gebiete Russlands zum Gut Manilows. Tschitschikow denkt über seine Pläne nach, ohne auf die Gegend oder die umstehenden Bauern zu achten („Ach Du, weine nicht“).
Szene 4: „Manilow“. Der Gutsbesitzer Manilow und seine Frau begrüßen Tschitschikow herzlich (Porträt-Arioso mit Soloflöte: „Oh, Pawel Iwanowitsch, welches Glück bereitet Ihr!“). Manilow glaubt an eine heile Welt und die Redlichkeit der Menschen. Als Tschitschikow ihm vorschlägt, seine toten Seelen zu kaufen, ist er zunächst irritiert. Doch Tschitschikow kann ihn beruhigen, da er die bestehenden Gesetze nicht brechen will. Sie werden handelseinig und schwärmen von der perfekten Freundschaft (Trio: „O, Pawel Iwanowitsch“). Die Gemälde von Manilows Ahnen an den Wänden jedoch murmeln kopfschüttelnd den Begriff „tote Seelen“.
Szene 5: „Holpriger Weg“. Während der Fahrt zum nächsten Landgut bricht ein Unwetter aus. Sie verirren sich im Dunkeln. Tschitschikow beschimpft seinen Kutscher, während der Chor um ein Ende des Sturms betet.
Szene 6: „Korobotschka“. Die Gutsbesitzerin Korobotschka, eine alte Witwe, jammert über die schlechten Zeiten, die schon zum Tod von 18 ihrer Leute geführt haben (Porträt-Arie mit Solofagott: „Ach, Väterchen, ein Unglück“). Als Tschitschikow davon erfährt, bietet er ihr sofort an, diese toten Seelen aufzukaufen. Da die raffgierige Korobotschka noch nie einen solchen Handel abgeschlossen hat und die üblichen Preise nicht kennt, fürchtet sie einen Betrug. Sie werden erst nach längerem Feilschen handelseinig – Tschitschikow zahlt ihr fünfzehn Rubel je Seele (Rondo-Duett: „Die Sache scheint, genau besehen, vorteilhaft“). Anschließend nimmt sie ihre Klagearie wieder auf und beschließt, sich in der Stadt nach dem Wert der Seelen zu erkundigen (Pantomime Nr. 1: „Handel“).
Szene 7: „Lieder“. In diesem Zwischenspiel klagen die Vorsängerinnen über den durch wuchernden Wermut versinnbildlichten Zustand der Welt („Du Wermut, Wermutgras, bitteres Gras“).
Szene 8: „Nosdrjow“. Der nächste Gutsbesitzer ist der angeberische Nosdrjow, dessen Gedanken zwischen seinem Besitz, Spielverlusten und Trinkfesten hin- und herspringen (Porträt-Arie mit Solohorn: „Ba, ba, ba… Und ich, Bruder, komme gerade vom Jahrmarkt“). Den nach toten Seelen anfragenden Tschitschikow verwickelt er gegen dessen Willen in ein Glücksspiel. Als Tschitschikow bemerkt, dass Nosdrjow ihn zu betrügen versucht, kommt es zu einem heftigen Streit, in dessen Folge beide nach ihren Dienern rufen und Nosdrjows schlafender Schwager Mischujew aufwacht (Arioso Mischujew: „Nein, Bruder! Sie ist so was von ehrenhaft und treu“). Die Bediensteten kommentieren den Streit im abschließenden Septett („Ich erinnere mich aller Züge“), bis ein Polizeimeister Nosdrjow verhaftet, weil er einen anderen Gutsbesitzer misshandelt hat.

### Zweiter Akt
Szene 9: „Sobakewitsch“. Der Gutsbesitzer Sobakewitsch ist das Gegenstück zum optimistischen Manilow. Für ihn ist die Welt verkommen und jeder Mensch ein Schwindler (Porträt-Arie mit Kontrabässen und Kontrafagott: „Da proklamieren sie: Aufklärung“). Er versucht, im Handel mit Tschitschikow den Preis bis auf hundert Rubel pro Seele hochzutreiben und ihn unter Druck zu setzen. Dennoch gelingt es Tschitschikow, sie ihm für je zwei Rubel abzukaufen (Sextett: „Billiger werdet ihr solche guten Leute nirgends kaufen“).
Szene 10: „Kutscher Selifan“ (Quartett). Zum Hintergrundgesang des Chores denkt Selifan über die traurige Lage der russischen Landbevölkerung nach. Er richtet seine Ansprache an die Kutschpferde.
Szene 11: „Pljuschkin“. Der raffgierige Pljuschkin, der seinen Besitz aus Geiz sinnlos verfallen lässt, empfängt Tschitschikow nur widerstrebend (Porträt-Cavatine mit Oboe und Sprüngen ins Falsettregister: „Ich sah schon lange keine Gäste mehr bei mir“). Dieser ist erst willkommen, als er erklärt, keine Mahlzeit zu benötigen. Pljuschkin klägt über eine Epidemie, der viele seiner Bauern zum Opfer gefallen sind. Als Tschitschikow anbietet, ihm diese aus „Mitgefühl“ abzukaufen, schlägt er schnell in den Handel ein. Er hält Tschitschikow für einen Narren und versucht, ihm weiteren Ramsch anzudrehen.
Szene 12: „Klage der Soldatenfrau“. Eine Bäuerin beweint zum Hintergrund des Chores ihren verstorbenen Sohn.
Szene 13: „Ball beim Gouverneur“. Die Gäste rätseln über den Sinn von Tschitschikows Käufen. Sie glauben, es handle sich um lebende Bauern, und halten ihn für einen Millionär. Tschitschikow erläutert seine finanziellen Ziele (Triumph-Arie: „Nein, das ist nicht die Provinz“). Die Damen himmeln ihn an. Der Gouverneur verspricht ihm gar die Hand seiner Tochter (Pantomime Nr. 2: „Liebe“). Da erscheint Nosdrjow und offenbart den Anwesenden die Wahrheit über Tschitschikows Geschäfte. Auch die Korobotschka kommt, um sich nach dem üblichen Preis der Seelen zu erkundigen. Der Akt endet in heillosem Durcheinander.

### Dritter Akt
Szene 14: „Gesang“. Die Vorsängerinnen nehmen ihr Lied vom vergehenden weißen Schnee wieder auf.
Szene 15: „Tschitschikow“. Nach seinem Misserfolg schimpft Tschitschikow über die Leute, die ihr Geld für Gesellschaftsbälle verschwenden (Arie: „Hol’ Euch doch der Teufel“).
Szene 16: „Zwei Damen“ (Duett). Die beiden Gesellschaftsdamen Sofja Iwanowna und Anna Grigorjewna reden über die neueste Mode (Duett: „Sofja Iwanowna – Anna Grigorjewna“). Ihr Gespräch kommt auf Tschitschikow. Anna Grigorjewna glaubt, dass dieser die leichtlebige Gouverneurstochter entführen wolle – vermutlich mit Unterstützung Nosdrjows.
Szene 17: „Gerüchte in der Stadt“. Man hält Tschitschikow nun auch für einen Spion und Geldfälscher, für den Rebellen-Anführer Kopejkin und sogar für Napoleon (16-stimmiges Ensemble: „Was soll denn das tatsächlich bedeuten“). Er erhält keinen Zutritt mehr zu den Häusern der Würdenträger (Pantomime Nr. 3: „Die Katastrophe“). Aus Panik davor, dass Tschitschikow ein Revisor sein könnte, stirbt der Staatsanwalt.
Szene 18: „Totenmesse für den Staatsanwalt“. Zum Hintergrund der Begräbnisgesänge denkt der Gouverneur über den Grund für Leben und Sterben des Staatsanwalts nach. Tschitschikow sitzt unterdessen allein in seinem Zimmer und schimpft weiter über die Gesellschaft mit ihren Bällen.
Szene 19: „Szene und Finale“ (Quintett). Nosdrjow berichtet Tschitschikow von den Gerüchten in der Stadt (Quintett: „Bah, ba, ba! Alle in der Stadt sind gegen dich“). Dieser beschließt, mit seinem Kutscher zu fliehen. Die am Weg stehenden Bauern fragen sich, ob er es wohl bis Moskau oder Kasan schaffen wird.

## Gestaltung
Schtschedrin schrieb im Programmheft des Bolschoi-Theaters, dass er Gogols Text nicht nur illustrieren wollte. Er habe den „Blick auf das Wesen, auf das Innere dieses bedeutenden Buches“ gerichtet und sei „in allem von der Musik, vom Gesang, von der menschlichen Stimme mit ihren vielfältigen und unwiederholbaren Intonationen“ ausgegangen. Dazu habe er möglichst „alle in den Jahrhunderten entstandenen Formen des Genres“ integrieren wollen. Jedem der Charaktere wies er nicht nur eigene Themen und eine Porträt-Arie, sondern auch eine spezifische Orchesterklangfarbe zu. Das Werk steht damit in der Tradition von Schostakowitschs Oper Die Nase.:559f Die Titelrolle hat eine Sonderstellung, da Tschitschikow sich je nach Situation an die Besonderheiten seiner Gesprächspartner anpasst.
Eine Besonderheit dieser Oper ist der Einsatz der Volksmusik – ein Konzept, das Schtschedrin bereits in seiner ersten Oper, Ne tolko ljubow (Nicht nur Liebe) von 1961 eingeführt hatte. Im Orchestergraben befindet sich anstelle der Violinen ein Kammerchor. Das Eingangslied „Nicht weiß ist der Schnee im reinen Feld“ (Szene 1) bildet den strukturellen Rahmen der Oper. Es verkörpert die Werte des einfachen Bauernlebens und die endlose Weite Russlands. Der Text basiert auf einer alten Volksweise. Die Musik dagegen komponierte Schtschedrin neu nach dem Modell traditioneller Kutschergesänge. Die Volksliedebene, die das gesamte Werk durchdringt, bildet den fortlaufenden Hintergrund für die Geschäfte Tschitschikows in der Haupthandlung.:560 Der Chor erzeugt einen „vielstimmigen Klage-Seufzer, Stöhn-Seufzer, der auf dem Prinzip konsequenter Rhythmusverschiedenheit in den Chorstimmen gründet, bei chromatischem Sekundabstieg, wodurch ein beweglicher Halbtoncluster entsteht“.
Die Flucht Tschitschikows, die bei Gogol am Anfang des Romans steht, befindet sich am Ende der Oper.

### Orchester
Die Orchesterbesetzung der Oper enthält die folgenden Instrumente:
- Holzbläser: vier Flöten (3. auch Piccolo, 4. auch Altflöte), zwei Oboen, drei Klarinetten (3. auch Bassklarinette), zwei Fagotte, Kontrafagott
- Blechbläser: vier Hörner, drei Trompeten, drei Posaunen, Tuba
- Kleine Pauke, vier Pauken, Schlagzeug (drei oder vier Spieler):
  - I: drei Gongs, drei Bongos, Flexaton, Vibraphon, Schellen, Tempelblock, Militärtrommel, Galtonpfeife, Glasglockenspiel, Crotales, Vogelpfeife
  - II: tiefes Tamtam, Troikaschellen, Schellen, Güiro, Xylophon oder Marimba, Peitsche, Tamburin, Schüttelrohr, Militärtrommel
  - III: Trommel, Schüttelrohr, Charlestonmaschine, Maracas, kleines und mittleres Tamtam, Becken, hängendes Becken, zwei Kuhglocken
  - IV: tiefes Tamtam ad lib.
- Celesta, elektrisches Cembalo ad libitum
- Harfe
- Balalaika, E-Gitarre (auch E-Bass)
- Kleiner Chor im Orchester (anstelle der Violinen): acht Soprane, acht Alte, sechs Tenöre, sechs Baritone
- Streicher (ohne Violinen): zwölf Bratschen, zehn Violoncelli, acht Kontrabässe
- Bühnenmusik hinter der Szene: russische Glocken

Auch die beiden Vorsängerinnen befinden sich innerhalb des Orchesters.

## Werkgeschichte
Tote Seelen ist Schtschedrins zweite Oper. Er vollendete sie 1976 nach zehnjähriger Arbeit. Auch das Libretto schrieb Schtschedrin selbst. Es basiert auf Nikolai Gogols Roman Die toten Seelen (nach eigener Aussage Schtschedrins Lieblingsbuch),:559 woraus er abgesehen von den Volksliedern sämtliche Texte wörtlich übernahm. Schtschedrin rechnete zunächst nicht mit einer Aufführung der Oper – er wiederholte mehrfach, dass er eine solche für einen Glücksfall halte. Doch 1977 hatte Boris Pokrowski, der Chefregisseur des Moskauer Bolschoi-Theaters, das dortige Publikum durch Produktionen von Schostakowitschs Die Nase (ebenfalls nach Gogol) und Prokofjews Der Spieler (nach Dostojewski) auf groteske Themen eingestimmt und konnte somit auch Tote Seelen ins Programm nehmen. Die Oper wurde dort in Pokrowskis Regie – nach einer öffentlichen Vorpremiere am 3. Juni – am 7. Juni 1977 uraufgeführt. Aufgrund der ungewohnten Vokalstile erforderte es einige Mühen des Dirigenten Juri Temirkanow, die Produktion angemessen vorzubereiten. Das Bühnenbild schuf Valeri Lewenthal.
Die Aufführung erregte große Aufmerksamkeit im Musikleben der Sowjetunion, da sie auf die wirtschaftlichen Zustände und die Rechtlosigkeit der Bevölkerung zur Zeit Leonid Breschnews – mit dem Gegenpol der allgegenwärtigen „Stimme der Natur“ – anspielte. In dieser Inszenierung war die Bühne horizontal geteilt, wobei die Haupthandlung auf dem unteren Teil ablief („die Unterwelt des Abschaums der Menschheit, der sich selbst für die ‚feine Welt‘ hält“) und die Zwischenspiele mit der bäuerlichen russischen Landschaft auf dem oberen Teil. Das Publikum reagierte mit großer Begeisterung.
Im Folgejahr übernahm das Leningrader Kirow-Theater die Inszenierung. Die Titelrolle sang Sergej Leiferkus.
Die Deutsche Erstaufführung gab es im Rahmen eines DDR-Gastspiels der Kirow-Oper im Mai 1979 in der Deutschen Staatsoper in Berlin und bei den Dresdner Musikfestspielen. Die musikalische Leitung hatte wieder Temirkanow. Zu den Sängern zählten Sergej Leiferkus (Tschitschikow), Michail Tschornoshukow (Selifan), Igor Nawoloschnikow (Sobakewitsch), Rimma Barinowa (Korobotschka), W. A. Trofimow, Ludmila Filatowa, Konstantin Plushnikow und J. A. Boizow.
1984 wurde Schtschedrin für seine Oper Tote Seelen, sein Chorgedicht Die Hinrichtung Pugatschows und seine Feierliche Ouvertüre mit dem Leninpreis ausgezeichnet.
Die Oper wurde im März 1988 im Rahmen einer amerikanisch-sowjetischen Koproduktion an der Sarah Caldwell’s Opera Company in Boston gespielt. Die Inszenierung stammte von Valery Levanta. Die musikalische Leitung hatte Dzhansug Kakhidze. Zu den Sängern zählten Igor Morozov als Tschitschikow und Nina Gaponova als Korobotschka.
Am 12. April 2009 wurde die Oper wieder konzertant am Mariinski-Theater (dem früheren Kirow) aufgeführt. Die musikalische Leitung hatte Valery Gergiev, der bereits 1978 assistiert hatte. Die Titelrolle sang erneut Sergej Leiferkus. Am Mariinski gab es zwei Jahre später eine vielbeachtete szenische Neuproduktion des Regisseurs Vasily Barkhatov und des Bühnenbildners Zinovy Margolin. Die musikalische Leitung hatte wieder Valery Gergiev. Die Titelrolle übernahm Sergei Romanov. Ein Videomitschnitt der Produktion wurde auf DVD veröffentlicht.

## Aufnahmen
- 1982 – Juri Temirkanow (Dirigent), Orchester und Chor des Bolschoi-Theaters Moskau.
 Alexander Voroshilov (Tschitschikow), Vladislav Piavko (Nosdrjow), Larissa Avdeyeva (Korobotschka), Boris Morosov (Sobakewitsch), Galina Borisowa (Pljuschkin), Vitalij Vlasov (Manilow), Nina Larionova (Lisanka Manilowa), Alexei Maslennikow (Selifan), Vladimir Filippov (Mischujew), Irina Zhurina (Anna Grigorjewna), Olga Teryuschnova (Sofja Iwanowna), Lev Vernigora (Gouverneur), Raisa Kotova (Gouverneurin), Vladimir Valaitis (Staatsanwalt), Yuri Grigoriew (Polizeimeister), Georgi Andriuschenko (Postmeister), Anatoly Mischutin (Kammerpräsident), Andrej Sokolov (Priester), Nicolai Nizienko (Polizeihauptmann), Vladislav Paschinsky (Sysoi Pafnutjewitsch), Boris Buryatsa (Makdonald Karlowitsch), Georgi Selesnjow (Bärtiger Bauer), Piotr Gluboky (Bauer mit Ziege), Jevgeny Schapin (Pawluschka, Miauli), Yuri Korolev (Porfiri, Manilows Großvater, Maurokordato), Galina Chernova (Manilows Mutter), Konstantin Baskov (Manilows Vater, Kanari), Larisa Yurchenko (Bobelina).
 Studioaufnahme unter Aufsicht des Komponisten.
 BMG 2 CD, Melodia 74321 29347-2 (2 CDs).[15]
- 2012 – Valery Gergiev (Dirigent), Vasily Barkhatov (Regie), Zinoy Margolin (Bühne), Maria Danilova (Kostüme), Damir Ismagilov (Licht), Orchester und Chor des Mariinski-Theaters Sankt Petersburg.
 Sergei Romanov (Tschitschikow), Sergei Semishkur (Nosdrjow), Larissa Djadkowa (Korobotschka), Sergei Aleksashkin (Sobakewitsch), Svetlana Volkova (Pljuschkin), Alexander Timchenko (Manilow), Karina Chepurnova (Lisanka Manilowa), Andrei Popov (Selifan), Andrei Serov (Mischujew), Tatiana Kravtsova (Anna Grigorjewna), Varvara Solovyova (Sofja Iwanowna), Vladimir Felyauer (Gouverneur), Lyudmila Kanunnikova (Gouverneurin), Yekaterina Devitchinskaya (Gouverneurstochter), Alexander Gerasimov (Staatsanwalt), Yvgeny Ulanov (Polizeimeister), Vitaly Ishutin (Postmeister), Dmitry Koleushko (Kammerpräsident), Nikita Gribanov (Priester), Nikolai Kamensky (Polizeihauptmann), Oleg Losev (Pawluschka), Dmitry Turchaninov (Porfiri).
 Video; live aus dem Mariinski-Theater Sankt Petersburg.
 EuroArts 5904.[14]